# Costafiore
Costafiore è una frazione del comune di Muccia nella provincia di Macerata, nella regione Marche. Ha un interesse sia storico che paesaggistico, è posta a 620 m s.l.m. e nel 2001 contava 31 residenti.

## Storia
Costafiore ha vissuto il suo miglior periodo nel Medioevo, attorno al 1300. La posizione arroccata consentiva di mettere in allarme per tempo la sottostante cittadina di Muccia. L'allarme era lanciato attraverso l'accensione di un braciere posto su un torrione, ad oggi ancora abitato. Oltre alla funzione di vedetta la cittadina poteva servire ai muccesi come roccaforte in caso di invasione.

## Tradizioni e usanze
- Festività della Santa Vergine o "Feste triennali": festa commemorativa triennale religiosa che si svolge in una decina di giorni e, oltre all'aspetto puramente religioso, prevede alcune attività di socializzazione quali tornei di carte, riffa e cene di paese.

- Festa del "prosciutto": questa usanza viene organizzata in seguito alla nascita di un bambino all'interno di una famiglia del luogo,  viene radunato tutto il paese e dai padroni di casa viene aperto uno o più prosciutti(nel caso in cui il figlio sia maschio, se femmina si usa aprire la spalla) da offrire agli ospiti.